# Cocked & Re-Loaded
Cocked & Re-Loaded és un àlbum regravat de L.A. Guns, del disc Cocked & Loaded. També inclou un remix de "Rip And Tear". Aquest àlbum té tres cobertes diferents en diversos països.

## Cançons
1. "Letting Go"
2. "Slap In the Face"
3. "Rip and Tear"
4. "Sleazy Come Easy Go"
5. "Never Enough"
6. "Malaria"
7. "The Ballad of Jayne"
8. "Magdalaine"
9. "Give a Little"
10. "I'm Addicted"
11. "17 Crash"
12. "Showdown (Riot On Sunset)"
13. "Wheels of Fire"
14. "I Wanna Be Your Man"
15. "Rip and Tear" (Spahn Ranch Remix)

## Formació
- Phil Lewis – Veus
- Tracii Guns – Guitarra
- Mick Cripps – Guitarra
- Kelly Nickels – Baix
- Steve Riley – Bateria